# Pailina Pastene
Pailina Pastene es una deportista sueca que compitió en taekwondo. Ganó una medalla de bronce en el Campeonato Europeo de Taekwondo de 1996 en la categoría de –43 kg.

## Palmarés internacional
| Campeonato Europeo | Campeonato Europeo   | Campeonato Europeo | Campeonato Europeo |
| Año                | Lugar                | Medalla            | Categoría          |
| ------------------ | -------------------- | ------------------ | ------------------ |
| 1996               | Helsinki (Finlandia) | Medalla de bronce  | –43 kg             |